# トヨタ・GDエンジン
トヨタ・GDエンジンは、豊田自動織機が製造するトヨタ自動車の水冷直列4気筒ディーゼルエンジンの系列である。

## 概要

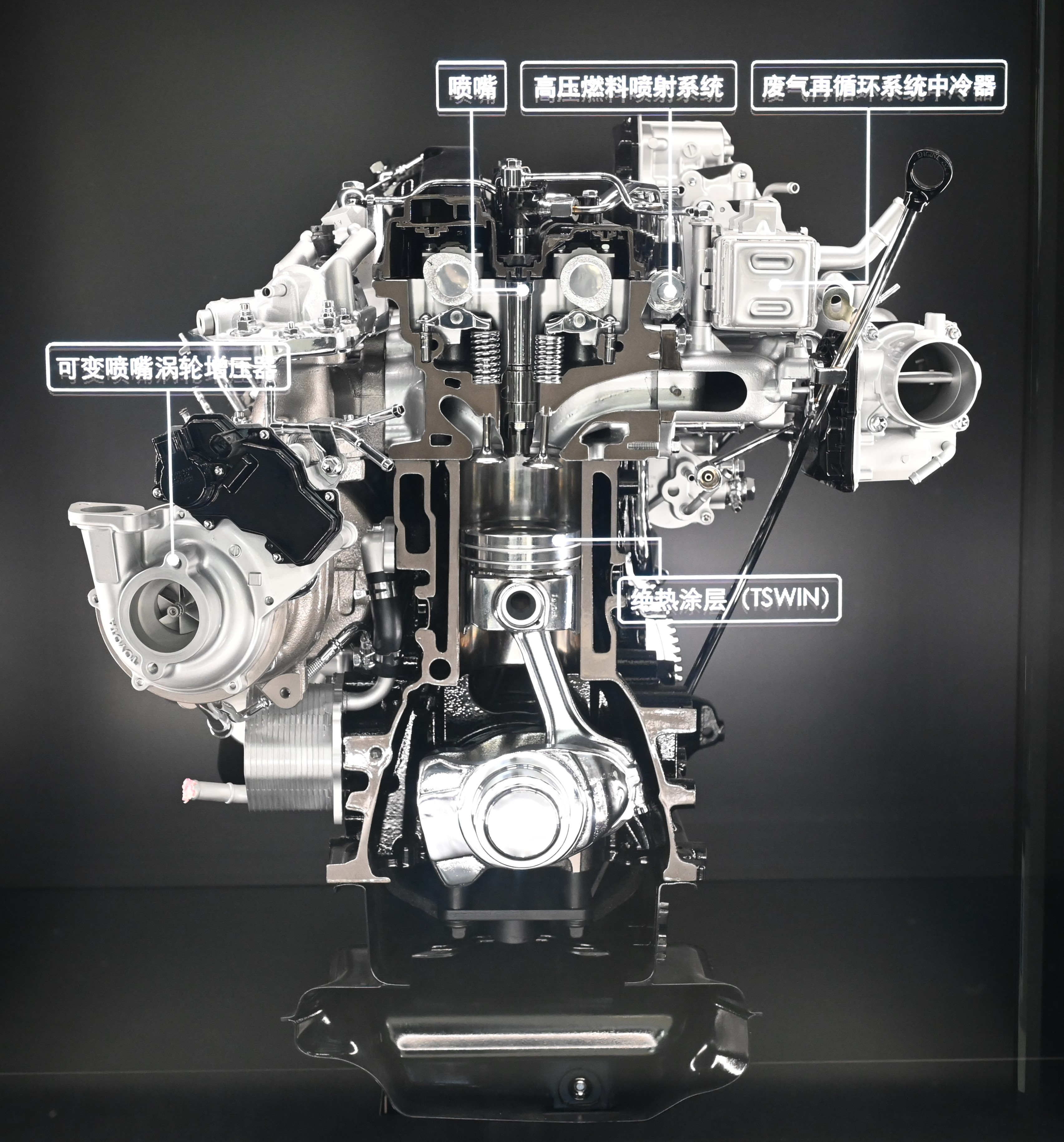
1GD-FTVの断面写真

2015年5月11日、ウィーン国際モーターシンポジウムにて発表。同月21日発表の8代目ハイラックスに初搭載されると予告された。
TNGA（トヨタ・ニュー・グローバル・アーキテクチャー）が市販品として初めて採用された部品であり、仕向地の排出ガス規制や軽油の品質などに応じてDPF、尿素水不要の尿素フリー触媒、尿素SCRシステムなどを適宜組み合わせることで、最適な排出ガス浄化を図ることが可能な構成となっている。
GDエンジンファミリーは従来のKDエンジンファミリーにとって代わるものであるが、エンジンの開発は豊田自動織機がトヨタ自動車から委託を受けて行ったものである。発表された2種類のエンジン（2.8 Lおよび2.4 L）はいずれも従来型（3.0 Lおよび2.5 L）に比べて小排気量化されている。
KDエンジンから引き続き動弁機構にDOHCが採用されているが、トヨタが自ら開発したDOHC機構を用いたディーゼルエンジンとしては初めて、カムシャフトの駆動用部品としてタイミングチェーンが採用された。このため、KDエンジンにおける10万Km毎のタイミングベルト交換という作業が不要となった。
ただし、KDエンジンではほぼ同時期にウォーターポンプも合わせて交換することもあり、これについてはメンテフリーにはなっていないため、本機でも一定距離を走行する場合はウォーターポンプを交換する必要がある。
TSWIN（Thermo Swing Wall Insulation Technology）と呼ばれる技術を採用し、高断熱ディーゼル燃焼の実現を図っているほか、トヨタのディーゼルエンジンでは初めて尿素SCRシステムを採用し、EURO 6およびポスト新長期自動車排出ガス規制に対応した。この仕様のため、一定距離を走行する毎にAdBlueの補充が必要となる。KDエンジンと比較して殆ど上位互換性能であるが、唯一のデメリットとしてはこのAdBlue補充という煩わしい作業がひと手間増えてしまった点である。

## 系譜
- エンジン型式一覧の自動車用エンジンの系譜を参照。

## バリエーション

### 1GD-FTV
- タイプ:水冷直列4気筒 DOHC 16バルブ 電子制御コモンレール筒内直接噴射 可変ジオメトリーターボ
- 排気量:2,754 cc
- 内径×行程:92.0 mm×103.6 mm
- 圧縮比:15.6

出力
- 130 kW（177 PS）/ 3,400 rpm 450 N·m（45.9 kg·m）/ 1,600 - 2,400 rpm
- 111 kW（151 PS）/ 3,600 rpm 300 N·m（30.6 kg･m）/ 1,000 - 3,400 rpm（ハイエース/レジアスエース/マツダ ボンゴブローニイバン）
- 116 kW（158 PS）/ 3,400 rpm 330 N·m（33.7 kg･m）/ 1,200 - 3,200 rpm（ハイエース DARK PRIME S）
- 150 kW（204 PS）/ 3,000 - 3,400 rpm 500 N·m（51.0 kg·m）/ 1,600 - 2,800 rpm（ランドクルーザー プラド　2020年8月3日～/ランドクルーザー70 2023年11月29日～）
- 106 kW（144 PS）/ 3,400 rpm 300 N·m（30.6 kg･m）/ 1,200 - 3,200 rpm（ダイナ/日野 デュトロ）
- 110 kW（150 PS）/ 2,500 rpm 420 N·m（42.8 kg･m）/ 1,400 - 2,500 rpm（コースター/日野 リエッセII）

主な搭載車種
- ハイラックスレボ/ハイラックス（AN120・AN130系/2015年5月）
- フォーチュナー（AN160系/2015年7月）
- ランドクルーザープラド（J150系/2015年6月）
- ランドクルーザー70（J76系/2023年11月）
- ハイエース/レジアスエース（H200系/2017年11月）（5型～ ）

- マツダ ボンゴブローニイバン (H200系/2019年5月)
- グランエース (H300系/2019年12月)
- ダイナ (Y200系/2021年7月)
- 日野 デュトロ (Y200系/2021年7月)
- コースター/日野 リエッセII（2023年3月）

### 2GD-FTV

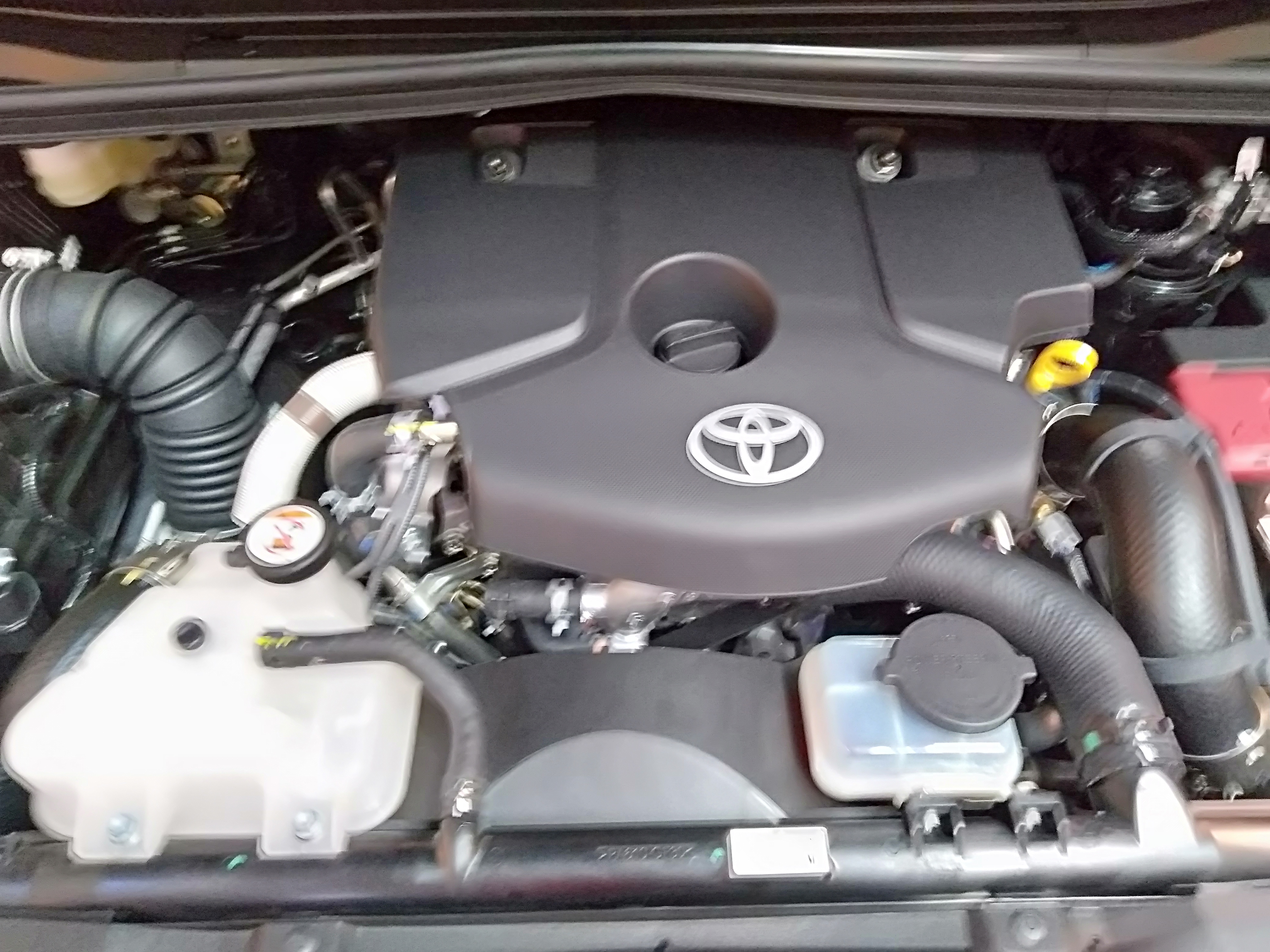
イノーバに搭載された2GD-FTV

- タイプ:水冷直列4気筒DOHC16バルブ電子制御コモンレール筒内直接噴射可変ジオメトリーターボ
- 排気量:2,393 cc
- 内径×行程:92.0 mm×90.0 mm
- 圧縮比:15.6

出力
- 110 kW（150 PS）/ 3,400 rpm 400 N·m（40.8 kg·m）/ 1,600 - 2,000 rpm

主な搭載車種
- ハイラックスレボ/ハイラックス（AN120・AN130系/2015年5月）
- フォーチュナー（AN160系/2015年7月）
- イノーバ